# Trần Đức Nam
Trần Đức Nam (sinh ngày 12 tháng 11 năm 1998) là một cầu thủ bóng đá người Việt Nam hiện đang thi đấu ở vị trí tiền đạo cho câu lạc bộ PVF-CAND theo dạng cho mượn từ câu lạc bộ Hồng Lĩnh Hà Tĩnh.